# Notholaena standleyi
Notholaena standleyi är en kantbräkenväxtart som först beskrevs av Jenő Béla Kümmerle och som fick sitt nu gällande namn av William Ralph Maxon.
Notholaena standleyi ingår i släktet Notholaena och familjen Pteridaceae. Inga underarter finns listade i Catalogue of Life.